# Piaggio Quartz
Il Piaggio Quartz è uno scooter prodotto dalla casa motociclistica italiana Piaggio dal 1992 al 1997.

## Storia
Il Quartz condivide lo stesso telaio del Piaggio Sfera ma possiede una ciclistica più sportiva e caratteristiche specifiche essendo destinato ad un pubblico giovanile; è stato il primo scooter della casa dotato di motore a raffreddamento a liquido inoltre era caratterizzato da una carenatura più sportiva oltre che dall’impianto frenante a disco. 
Venne prodotto con il solo propulsore 50 due tempi capace di erogare 4,6 CV a 7000 giri/minuto.
Venne offerto in tre versioni: Quartz base, il Quartz Cubik solo monoposto e Quartz Antistarter (con antifurto elettronico di serie).
Sui mercati esteri venne venduto anche con il motore 80 due tempi denominato Piaggio SKR City.